# Sœurs Telniouk
Les sœurs Telniouk (en ukrainien : Сестри Тельнюк) est un groupe de chanteuses ukrainiennes.

## Biographie
Lessya et Halya Telniouk commencent leur carrière musicale en 1986. En 1989 et 1991 elle se produisent au festival Tchervona Routa.

## Discographie
- 1991 : Мить (Mythe)
- 1994 : Галя і Леся (Halya  et Lessya)
- 1998 : Тиша і Грім (Ticha et Hrim)
- 2000 : Live in Canada
- 2001 : У.Б.Н.: пісні з вистави (OBN chansons de la pièce)
- 2003 : Жар-приці (Bâton de feu)
- 2005 : Вибране 1CD (Choisis 1CD)
- 2005 : Вибране 2CD (Choisis 2CD)
- 2007 : Жовта кульбаба (Pissenlit jaune)
- 2008 : Тельнюк: Назавжди (Telniouk pour toujours)
- 2009 : Тельнюк: Live (Telniouk live)
- 2010 : Тельнюк: Rehearsal (Telniouk Rehearsal)
- 2010 : СОНМО (SONMO)
- 2010 : Моє серце в Верховині (Mon cœur est à Verkhovyna)
- 2011 : Інкрустації: пісні з вистави (Incrustation chansons de la pièce)
- 2011 : Дорога зі скла (Une route en verre)
- 2011 : "X Y Z"